# Rede Aparecida de Comunicação
A Rede Aparecida de Comunicação (antigamente Fundação Nossa Senhora Aparecida) é o conglomerado de mídia oficial da Igreja Católica no Brasil. É proprietária do principal canal do Santuário de Aparecida, a Rede Aparecida de Televisão. Em geral, as concessões são solicitadas por meio da razão social Fundação Nossa Senhora Aparecida, entidade mantenedora.

## Empresas

### TV
- TV Aparecida

### Rádio
- Rádio Aparecida
- Pop FM

### Internet
- Portal A12
- Jovens de Maria

### Outros
- Editora Santuário
- Hotel Rainha do Brasil